# 惑星 (冨田勲のアルバム)
『惑星』（わくせい）は、冨田勲のシンセサイザー音楽としての4作目のアルバム。日本では1976年12月20日に発売された。

## 概要
2作目の『展覧会の絵』がリリースされた頃、RCAレコードで冨田を担当していたディレクターのピーター・マンヴェスが退社。これにより副社長のトーマス・シェパードが担当を引き継ぐこととなった。シェパードから「次のアルバムは、ぜひ、ホルストの『惑星』をトミタ流にアレンジしたものにしてほしい。人格権については、アメリカのホルストの出版社からアレンジの許可を得ているので作業をすすめるように」とのリクエストがあり、1年かけて制作が行われた。ところがヨーロッパの出版社から編曲の不許可が申し立てられ、トラブルに見舞われることとなった。
本作品は「宇宙3部作」の第1作にあたる。原曲にはないストーリー性が与えられており、無線通信音声の付加、「天王星」と「海王星」との重ね合わせ、最初と最後にオルゴールで鳴らされる「木星」第4主題などの構成上の工夫も見られる。ただし、「天王星」と「海王星」との重ね合わせなどの工夫は、当時音楽メディアとして主流であったLPレコードでの収録時間の限界（約54分）という制約から、時間内に収めるために、やむをえず行われたという側面もある。
1977年2月19日付けのビルボード（クラシカル・チャート）及び同月28日のキャッシュボックスでそれぞれ1位にランキングされた。
ホルストの「惑星」は、編曲や楽団編成の変更禁止、部分演奏の禁止といった禁則事項が設けられていた。1976年当時、ホルスト作品の著作権は遺族によって遵守されており、制作関係者の努力によって本作におけるシンセサイザーでのアレンジが合法的に認可された。冨田といえばモーグ・シンセサイザーで有名だが、本作ではローランド・System700やストリングスを使用し、国産色を出しはじめた。
本アルバムは、全世界で250万枚以上を売り上げた。

## LP/CD/DVDオーディオ

### 日本初回発売LP
1976年12月20日に日本で発売されたLP（RVC－2111）は、RVC株式会社から初回プレスのみダブルジャケット仕様、次回プレスからはシングルジャケットに変更されて発売された。
SIDE1「火星」「金星」「水星」
（ジャケット表記収録時間　25分18秒）
SIDE2 「木星」「土星」「天王星」「海王星」
（ジャケット表記収録時間　27分15秒）
第1作の「月の光」から第3作の「火の鳥」までは、ビクターのCD-4チャンネル方式のLPも発売されていたが、「惑星」はなかなか発売されなかった。
次作以降の「宇宙幻想」「バミューダ・トライアングル」「ダフニスとクロエ」はCD-4チャンネルLPの発売はされていたが、この3作の帯裏にある発売中告知のカタログにも、惑星のみCD-4チャンネルLPの番号はない。
しかし「火の鳥」と「宇宙幻想」の間の「R4C‐2066」というカタログ番号が欠番になっていたので、何かの事情で発売中止になってしまったかと思われた。
原因として考えられるのが、第一に著作権の問題、第二にCD-4チャンネルLPの仕様上長時間の収録が不能である点（SIDE2が27分を超える長時間収録であった）が考えられた。
しかし後年わずかな枚数ではあったが、CD-4チャンネルLPは、「R4C‐2066」の番号で発売された。
この時期はドルビーラボラトリーズのドルビーステレオ方式（フロント3+リア1+サブウーファー）発表により70mm映画など採用例の多くなかった映画音響のマルチチャンネル対応が活性化する転換期。日本製オーディオ機器に造詣の深かった映画監督のフランシス・フォード・コッポラは『惑星』冨田盤を聴き、新作『地獄の黙示録』音響スタッフにリアチャンネルを複数用いる『惑星』の4チャンネル音声を意識した整音を指示した。

### 初期CD
冨田勲のシンセサイザー音楽作品は、1986年7月から9月にかけて、RVC株式会社（当時）からR32Cという分類で日本発売（定価3200円）されているが、本作だけは発売されなかった。しかし同時期、日本国外では以下の仕様で発売されている。これがなぜ日本で発売されなかったかについて、公式なコメントはなされていない。ただし、日本でも国内盤発売前の期間も輸入盤としては入手可能であった。
- クレジット表記=TMKS Registered・Marca(s) Registrada(s) RCA Corporation・1976 RCA Records.New York.N.Y.・Printed in Japan
- CD番号=RCD1-1919
- 総演奏時間=52:07
- トラック構成=

1. MARS (11:03)
2. VENUS (9:21)
3. MERCURY (4:38)
4. JUPITER (9:22)
5. SATURN (8:42)
6. URANUS (2:14)
7. NEPTUNE (6:50)

### 1991年版CD
本CDパッケージのオビに「初CD化」及び「1977年1月発売」と記されている。
- 発売日=1991年3月21日
- レーベル=BMG VICTOR.INC.(現・Ariola Japan)[10]
- ドルビーサラウンド仕様
- CD番号=BVCC-2508
- 総演奏時間=52:12
- トラック構成=

1. 火星 (10:55)
2. 金星 (8:39)
3. 水星 (5:23)
4. 木星・土星 (17:26)
5. 天王星・海王星 (9:46)

### DVDオーディオ盤
冨田勲の一連のシンセサイザー音楽作品の中で、唯一DVDオーディオ仕様によるマルチチャンネル作品としてリリースされた。通常、DVDオーディオのマルチチャンネルは5.1chだが、本作はセンターチャンネルのない4.1ch仕様になっている。ライナーノーツに掲載された冨田自身のコメントによると、この音場は正面を決めていないので、その方向を強調しないためにセンターチャンネルを使わなかった。
- 題名=冨田勲/惑星<2003>
- 発売日=2003年3月29日
- 発売元=コロムビアミュージックエンタテインメント株式会社
- レーベル=DENON
- ディスク番号=COAQ-15
- ディスク仕様=

AUDIOゾーン=LPCM(MLP)/4.1ch/96Khz/24bit
VIDEOゾーン=ドルビーデジタル/4.1ch
- トラック構成

1. 火星 (11:31)
2. 金星 (9:22)
3. 水星 (4:39)
4. 木星 (7:39)
5. 土星 (8:14)
6. 天王星/海王星 (9:25)

### ULTIMATE EDITION
冨田の作品を冨田自身の手で再創造する「イサオ・トミタプロジェクト」第1弾として発売。最新のデジタル機材を使用して音の加減や差し替えも行った。
このアルバムでは冨田が糸川英夫を偲んで作曲した「イトカワとはやぶさ」が「木星」と「土星」の間に追加されているが、糸川と冨田には次のようなエピソードがある。
糸川は60歳を超えてから貝谷バレエ團に入団し、基礎からバレエを学んでいたが、ちょうどその頃、冨田は『惑星』を貝谷バレエ團で使ってもらおうと思い、バレエ團の主宰者貝谷八百子に発売前の音源を、糸川が入団しているとは知らずに渡していた。貝谷は冨田の『惑星』を帝劇での公演に使用することにしたが、これを聴いた糸川は作品を非常に気に入り、一部分でも良いから公演にソロ・ダンサーとして出演させるよう貝谷に訴えた。糸川はダンサーとしては「まだ基礎もちゃんとできていない」状態であったため、貝谷は冨田に「音楽家の立場で冨田さんからお断りしていただけないでしょうか」と依頼したが、冨田はむしろそれを推したため、結局糸川はみすぼらしい科学者の役として自ら振付までして舞台をやり遂げた。
- 惑星(プラネッツ) ULTIMATE EDITION
- 発売日=2011年6月1日
- 発売元=日本コロムビア株式会社
- レーベル=DENON
- ディスク番号=COGQ-51
- ディスク仕様=ハイブリッド版SACD4.0ch Surround/Stereo ,CD Audio
- トラック構成

1. 火星（11:07）
2. 金星（9:21）
3. 水星（4:44）
4. 木星（7:33）
5. イトカワとはやぶさ（3:24）　（冨田勲作曲）
6. 土星（7:58）
7. 天王星・海王星（9:14）

## 使用した機器装置
| MOOG SYNTHESIZER                                 | Quantity. |
| ------------------------------------------------ | --------- |
| 914 Extended Range Fixed Filter Bank             | 2         |
| 904-A Voltage-Controlled Lowpass Filter          | 3         |
| 904-B Voltage-Controlled Highpass Filter         | 2         |
| 904-C Filter Coupler                             | 1         |
| 901 Voltage-Controlled Oscillator                | 1         |
| 921 Voltage-Controlled Oscillator                | 1         |
| 901-A Oscillator Controlled                      | 3         |
| 921-A Oscillator Driver                          | 2         |
| 901-B Oscillator                                 | 9         |
| 921-B Oscillator                                 | 6         |
| 903-A Random Signal Genrator                     | 3         |
| 911 Envelope Generator                           | 12        |
| 911-A Dual Trigger Delay                         | 2         |
| 902 Voltage-Controlled Amplifier                 | 9         |
| 912 Envelope Follower                            | 2         |
| 984 Four-Channel Mixer                           | 1         |
| 960 Sequential Controller                        | 3         |
| 961-CP Interface                                 | 2         |
| 962 Sequential Switch                            | 4         |
| 950 Keyboard Controller                          | 2         |
| 950-B Scale Programmer                           | 1         |
| 956 Ribbon Controller                            | 1         |
| 6401 Bode Ring Modulator                         | 1         |
| 1630 Bode Frequency Shifter                      | 1         |
| 959 X-Y Controller                               |           |
| 905 Reverberation Unit                           | 1         |
| ROLAND SYNTHESIZERS                              |           |
| 714A Interface                                   | 1         |
| 704C Voltage-Controlled Amplifier                | 1         |
| 715A Multimode Filters                           | 1         |
| 723A Analog Switch                               | 1         |
| 720B 2ch Phase Shifter                           | 1         |
| 721A 2ch Audio Delay                             | 1         |
| MIXER                                            |           |
| Quad / Eight Compumix (24ch)                     | 1         |
| Sony Mx-710 (8ch)                                | 2         |
| Sony Mx-16 (8ch)                                 | 3         |
| TAPE RECORDERS                                   |           |
| Ampex MM-1100 16 Tracks                          | 76 cm/s   |
| Ampex AG-440 4 Tracks(1/2")                      | 38 cm/s   |
| TEAC 80-8 8 Tracks(1/2")                         | 38 cm/s   |
| TEAC A-3340S 4 Tracks(1/4")                      | 38 cm/s   |
| TEAC 7030 GSL 2 Tracks                           | 38 cm/s   |
| Sony TG-9040 4 Tracks(1/4")                      | 38 cm/s   |
| NOISE REDUCTION                                  |           |
| dbx 187                                          |           |
| TEAC DX-8                                        |           |
| ACCESSORY                                        |           |
| AKG BX20E Echo unit                              | 1         |
| Revac Echo Unit                                  | 1         |
| Binson Echorec "2"                               | 2         |
| Roland Space Echo RE-201                         | 1         |
| Eventide Clock Works "Instant Phaser"            | 1         |
| Maestro Phase Shitter                            | 1         |
| Roland Phase Shitter                             | 2         |
| Fender "Dimention IV"                            | 1         |
| Maestro Sound System for Woodwinds               | 1         |
| Maestro Rhythm'n Sound for Guitar                | 1         |
| Sony Transceiver CB-107                          | 2         |
| Fender Electronic Piano                          | 1         |
| Hohner Clavinet C                                | 1         |
| Sitar with Barcus-Berry Contact Microphone       | 1         |
| Roland Strings RS-202                            | 1         |
| Mellotron (Chorus.Flute.Timpani)                 | 1         |
| Electronic Harp                                  | 1         |
| Leslie Speaker Model 147                         | 1         |
| Sankyo Orgel Rhythmica                           | 1         |
| (designed to set the music by punch card system) |           |